# 閑谷学校資料館

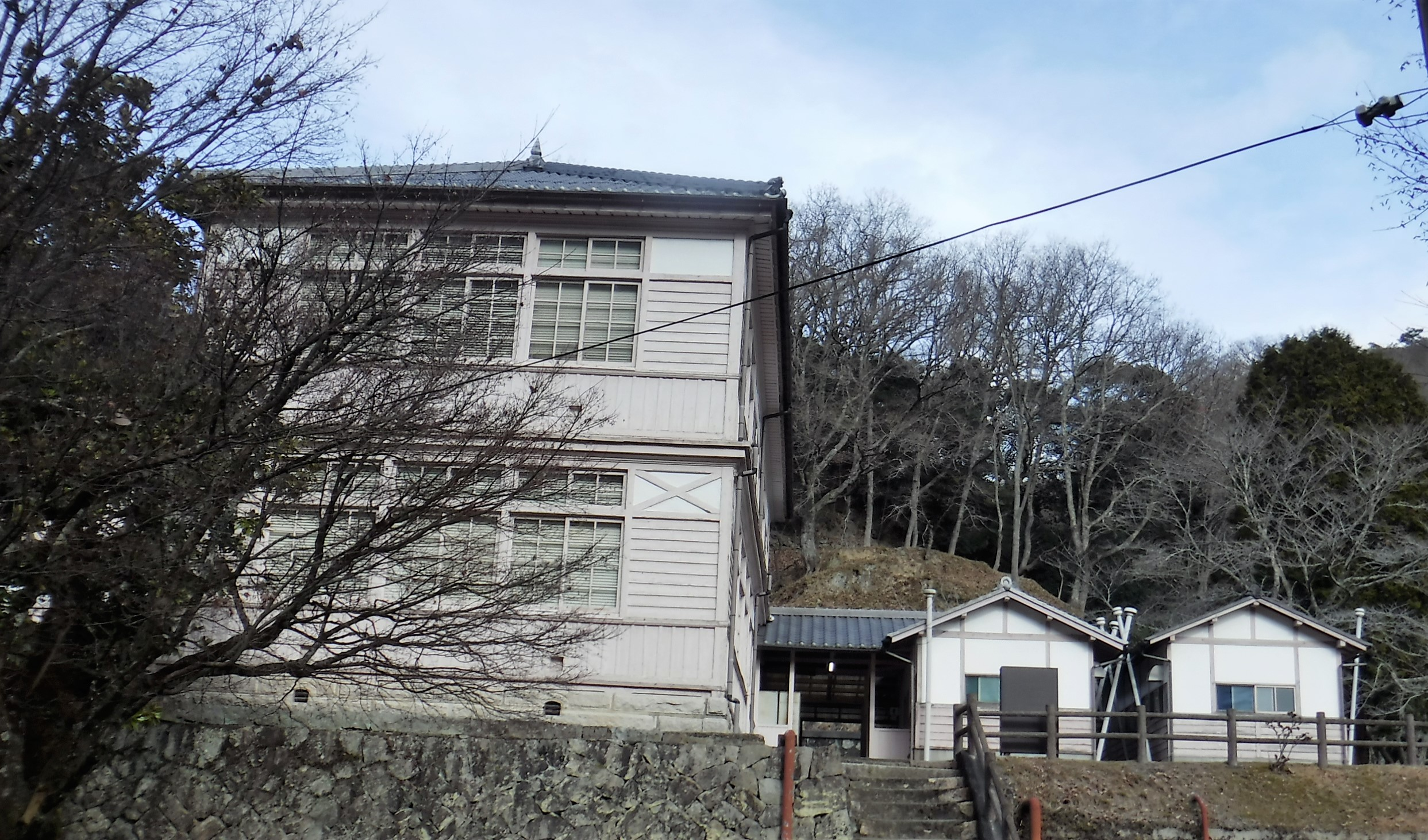
建物後方にあるのは宿直室など

閑谷学校資料館（しずたにがっこうしりょうかん）は、岡山県備前市閑谷にある歴史的建造物及び展示施設。2001年に国の登録有形文化財に登録された。江川三郎八によって設計された。

## 概要
私立閑谷黌（しずたにこう）の本館として1905年（明治38年）に閑谷学校の学房跡地に建設された。国宝に指定されている閑谷学校講堂から徒歩数分の距離に位置している。設計は江川三郎八。私立閑谷黌は大正8年4月には中学閑谷黌と改称され、1921年（大正10年）4月には県立となり岡山県閑谷中学校となった。1948年（昭和23年）、学制改革により岡山県閑谷中学校は県立岡山県閑谷高等学校となる。翌1949年には岡山県立和気高等学校（現・岡山県立和気閑谷高等学校）と統合され、同校の閑谷校舎となった。1964年（昭和39年）4月、学校の統合と合理化のために閑谷校舎が閉鎖され、1965年（昭和40年）からは岡山県青少年教育センター閑谷学校（青少年教育施設）として利用される。1991年（平成3年）岡山県青少年教育センター閑谷学校が他の場所に移転すると、建物内部が閑谷学校の資料館として使用されている。

## 建築
明治時代の木造大型建築の特徴をよく残した建築物とされる。木造2階建てで南北両端に階段を配置して、中央に装飾的な円弧状の方杖をあしらった玄関口を置く。全体としてコの字型に建物が建築されている。屋根は寄棟造桟瓦葺。1階には装飾を施した筋交が使われている。基礎は花崗岩を使用した布基礎であり、その上に煉瓦積の土台を設けている。窓下部分の腰板は縦羽目板張り、窓脇の壁は下見板張りとし、内法以上は筋交入りの真壁となっている。1-2階の境には胴蛇腹を回している。
本館の他に、講堂（現存する国宝の閑谷学校講堂とは別のもの）、特別教室棟が建設されていたが、それらは解体されており、現存していない。

## 展示内容
内部は、元教室を利用して、7つの資料室が設置されている。それぞれの資料室の展示内容は、「閑谷学校の創設と沿革」、「池田光政と津田永忠」、「閑谷学校の教育」、「聖廟と釈菜」、「閑谷学校の文化財」、「岡山藩学校の教育」、「学制頒布後の閑谷学校」となっている。

## アクセス
- JR山陽本線吉永駅よりタクシーで5分
- 山陽自動車道備前インターチェンジより車で15分